# Christine Kleinjung

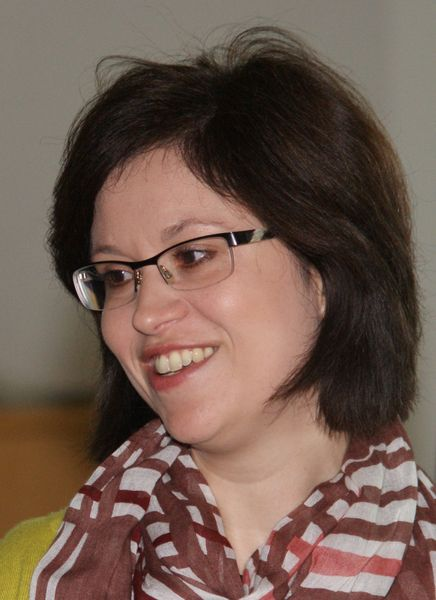
Christine Kleinjung, aufgenommen 2015 von Werner Maleczek

Christine Alexandra Kleinjung (* 24. Januar 1977 in Langen (Hessen)) ist eine deutsche Historikerin.
Christine Kleinjung studierte von 1996/1997 bis 2001 Geschichte, Deutsche Philologie und Kulturanthropologie an der Universität Mainz, das sie als Magistra Artium abschloss. Sie wurde im Februar 2006 in Mainz über die Wormser Frauenklöster im Spätmittelalter promoviert. Die von Franz Josef Felten betreute Arbeit wurde ausgezeichnet mit dem Preis der Johannes Gutenberg-Universität. Ihre Habilitation folgte im Januar 2015 ebenfalls dort über Bischofsabsetzungen und Bischofsbild im westfränkisch-französischen Reich von 835 bis 1030. Sie war wissenschaftliche Mitarbeiterin (2001–2006) und wissenschaftliche Assistentin am Arbeitsbereich für Mittelalterliche Geschichte der Universität Mainz (2006–2012). Von Oktober 2012 bis 2016 war sie akademische Mitarbeiterin an der Professur für Mittelalterliche Geschichte I und Abteilung für Landesgeschichte der Universität Freiburg.
Kleinjung war im Wintersemester 2016 Käthe-Leichter-Gastprofessorin für Frauen- und Geschlechtergeschichte an der Universität Wien. Sie hatte Lehrstuhlvertretungen an der Universität Heidelberg (Sommersemester 2017, Wintersemester 2017/18) Universität Mainz (Sommersemester 2018), an der Universität Göttingen (2018–2019), an der Universität Potsdam (2019–2020) und an der Universität Münster (2020–2021). Seit Oktober 2021 hat sie als Nachfolgerin von Martina Giese eine Professur für Geschichte des Mittelalters an der Universität Potsdam inne.
Ihre Forschungsschwerpunkte sind die vergleichende Ordensgeschichte, Frauenklöster im Hoch- und Spätmittelalter, Sozialgeschichte religiöser Frauen, Politik- und Kirchengeschichte des Frühmittelalters, Bischofsabsetzungen in kulturwissenschaftlicher Perspektive. In ihrer Dissertation untersuchte sie mit Nonnenmünster, Kirschgarten und Andreasberg drei Wormser Frauenklöster anhand der Kategorien „Kommunikation“ und „Raum“, um herauszufinden, „wer mit wem über was und auf welche Weise kommuniziert“. Sie geht dabei von der These aus, „dass das Verhältnis und die Stellung städtischer Frauenklöster zu ihrer Umwelt in ihren Eigenschaften als Kommunikationszentren und soziale Räume begründet sind“. In ihrer Habilitationsschrift untersuchte sie Bischofsabsetzungen in Westfranken von 835 bis 1030 durch eine Analyse des Bischofsbildes in monastischen wie bischöflichen Kreisen im 10. und frühen 11. Jahrhundert.

## Schriften (Auswahl)
Monographien
- Bischofsabsetzungen und Bischofsbild. Texte – Praktiken – Deutungen in der politischen Kultur des westfränkisch-französischen Reichs 835–ca. 1030 (= Quellen und Forschungen zum Recht im Mittelalter. Band 11). Thorbecke, Ostfildern 2021, ISBN 978-3-7995-6091-7.
- Frauenklöster als Kommunikationszentren und soziale Räume. Das Beispiel Worms vom 13. bis zum Beginn des 15. Jahrhunderts (= Studien und Texte zur Geistes- und Sozialgeschichte des Mittelalters. Band 1). Didymos-Verlag, Korb 2008, ISBN 978-3-939020-21-9.

Herausgeberschaften
- unter Mitarbeit von Timo Bollen und Holger Schmidt: Religiöse Frauengemeinschaften am südlichen Oberrhein (= Oberrheinische Studien. Band 43). Thorbecke, Ostfildern 2021, ISBN 978-3-7995-7842-4.
- mit Stefan Albrecht: Das lange 10. Jahrhundert. Struktureller Wandel zwischen Zentralisierung und Fragmentierung, äußerem Druck und innerer Krise (= RGZM-Tagungen. Band 19). Verlag des Römisch-Germanischen Zentralmuseums, Mainz 2014, ISBN 978-3-88467-228-0.
- Vita religiosa sanctimonialium. Norm und Praxis des weiblichen religiösen Lebens vom 6. bis zum 13. Jahrhundert (= Studien und Texte zur Geistes- und Sozialgeschichte des Mittelalters. Band 4). Didymos-Verlag, Korb 2011, ISBN 978-3-939020-24-0.